# フェルナンド・メリジェニ
フェルナンド・アリエル・メリジェニ（Fernando Ariel Meligeni, 1971年4月12日 - ）は、ブラジルの元男子プロテニス選手。アルゼンチン・ブエノスアイレス生まれ。1999年全仏オープン男子シングルスでベスト4に入った選手で、1996年アトランタ五輪4位の戦績もある。左利き、バックハンド・ストロークは両手打ち。彼は身長180cm、体重64kgの細い体格から、「やせた」という意味の“Fino”(フィーノ) というニックネームで呼ばれた。自己最高ランキングはシングルス25位、ダブルス34位。ATPツアーでシングルス3勝、ダブルス7勝を挙げた。

## 来歴
1990年にプロ入り。1993年から男子テニス国別対抗戦デビスカップブラジル代表選手になる。1995年7月第2週のスウェーデン・オープンにて、ATPツアーのシングルス初優勝を飾り、通算3勝を記録した。1996年アトランタ五輪男子シングルスでは、準決勝でスペインのセルジ・ブルゲラに敗れた後、3位決定戦でインドのリーンダー・パエスに6-3, 2-6, 4-6の逆転で敗れ、ブラジル人テニス選手としての銅メダル獲得を逃した。この後、9月第3週にデビスカップ1996ワールドグループ・プレーオフが地元ブラジルのサンパウロ市で行われたが、ブラジル代表と対戦したデビスカップオーストリア代表が「試合放棄事件」を起こした。第1試合でメリジェニはトーマス・ムスターに敗れたが、第2試合でグスタボ・クエルテンが勝ち、1勝1敗の引き分けで迎えた第3試合のダブルス戦の途中で、地元ブラジルの観客の応援に気を悪くしたオーストリアのペアが、最終第5セットでブラジルペアが2-0とリードした場面で試合を放棄し、残るシングルス2試合も拒否してしまう。1997年にダブルスで年間4勝を記録した。
1999年全仏オープンで、メリジェニは自らの4大大会最高成績を出し、準決勝まで進出した。3回戦で第3シードのパトリック・ラフターを破って波に乗ったメリジェニは、準々決勝で第6シードのアレックス・コレチャを圧倒したが、初めての準決勝でアンドレイ・メドベデフに5-7, 6-3, 4-6, 6-7で敗れ、決勝進出のチャンスを逃した。この年はベスト8に4人の南米選手が勝ち残り、ブラジルのメリジェニとクエルテン、チリのマルセロ・リオス、ウルグアイのマルセロ・フィリピーニが赤土の全仏オープンで“南米旋風”を沸き起こした。
メリジェニは2002年までクエルテンとともにデビスカップでブラジルをリードし続けたが、2003年全豪オープン1回戦でセバスチャン・グロジャンに敗れた試合が最後の4大大会出場になった。同年5月の全仏オープン予選1回戦で敗退した試合が最後の出場になり、32歳で現役を引退した後は、後輩選手のコーチに携わっている。彼は2005年～2006年の2年間、デビスカップブラジル代表監督を務めた。

## ATPツアー決勝進出結果

### シングルス: 6回 (3勝3敗)
| 大会グレード                                  |
| グランドスラム (0-0)                          |
| テニス・マスターズ・カップ (0-0)              |
| ATPマスターズシリーズ (0-0)                   |
| ATPインターナショナルシリーズ・ゴールド (0-1) |
| ATPインターナショナルシリーズ (3–2)           |

| サーフェス別タイトル |
| ハード (0–1)         |
| クレー (3-2)         |
| 芝 (0-0)             |
| カーペット (0-0)     |

| 結果   | No. | 決勝日        | 大会               | サーフェス | 対戦相手             | スコア             |
| ------ | --- | ------------- | ------------------ | ---------- | -------------------- | ------------------ |
| 準優勝 | 1.  | 1995年3月6日  | メキシコシティ     | クレー     | トーマス・ムスター   | 6–7, 5–7           |
| 優勝   | 1.  | 1995年7月10日 | ボースタード       | クレー     | クリスチャン・ルード | 6–4, 6–4           |
| 優勝   | 2.  | 1996年5月6日  | パインハースト     | クレー     | マッツ・ビランデル   | 6–4, 6–2           |
| 優勝   | 3.  | 1998年4月27日 | プラハ             | クレー     | スラバ・ドセデル     | 6–1, 6–4           |
| 準優勝 | 2.  | 2001年9月17日 | コスタ・ド・サイペ | ハード     | ヤン・バツェク       | 6–2, 6–7(2–7), 3–6 |
| 準優勝 | 3.  | 2002年3月4日  | アカプルコ         | クレー     | カルロス・モヤ       | 6–7(4–7), 6–7(4–7) |

### ダブルス: 7回 (7勝0敗)
| 結果 | No. | 決勝日         | 大会               | サーフェス | パートナー           | 対戦相手                                                | スコア   |
| ---- | --- | -------------- | ------------------ | ---------- | -------------------- | ------------------------------------------------------- | -------- |
| 優勝 | 1.  | 1996年11月10日 | サンティアゴ       | クレー     | グスタボ・クエルテン | ディヌ・ペスカリュー アルベルト・ポルタス               | 6–4, 6–2 |
| 優勝 | 2.  | 1997年4月13日  | エストリル         | クレー     | グスタボ・クエルテン | アンドレア・ガウデンツィ フィリッポ・メッソーリ         | 6–2, 6–2 |
| 優勝 | 3.  | 1997年6月15日  | ボローニャ         | クレー     | グスタボ・クエルテン | デイブ・ランドール ジャック・ウェイト                   | 6–2, 7–5 |
| 優勝 | 4.  | 1997年7月20日  | シュトゥットガルト | クレー     | グスタボ・クエルテン | ドナルド・ジョンソン フランシスコ・モンタナ             | 6–4, 6–4 |
| 優勝 | 5.  | 1997年10月27日 | ボゴタ             | クレー     | ルイス・ロボ         | カリム・アラミ モーリス・ルアー                         | 6–1, 6–3 |
| 優勝 | 6.  | 1998年7月12日  | グシュタード       | クレー     | グスタボ・クエルテン | ダニエル・オルサニッチ シリル・スーク                   | 6–4, 7–5 |
| 優勝 | 7.  | 1999年3月28日  | カサブランカ       | クレー     | ジャイメ・オンシンス | マッシモ・アルディンギ ヴィンチェンツォ・サントパードレ | 6–2, 6–3 |

## 4大大会シングルス成績
略語の説明
| W | F | SF | QF | #R | RR | Q# | LQ | A | Z# | PO | G | S | B | NMS | P | NH |

W=優勝, F=準優勝, SF=ベスト4, QF=ベスト8, #R=#回戦敗退, RR=ラウンドロビン敗退, Q#=予選#回戦敗退, LQ=予選敗退, A=大会不参加, Z#=デビスカップ/BJKカップ地域ゾーン, PO=デビスカップ/BJKカッププレーオフ, G=オリンピック金メダル, S=オリンピック銀メダル, B=オリンピック銅メダル, NMS=マスターズシリーズから降格, P=開催延期, NH=開催なし.
| 大会           | 1992 | 1993 | 1994 | 1995 | 1996 | 1997 | 1998 | 1999 | 2000 | 2001 | 2002 | 2003 | 通算成績 |
| -------------- | ---- | ---- | ---- | ---- | ---- | ---- | ---- | ---- | ---- | ---- | ---- | ---- | -------- |
| 全豪オープン   | A    | A    | 1R   | A    | 1R   | 2R   | 1R   | 1R   | 1R   | A    | 1R   | 1R   | 1–8      |
| 全仏オープン   | A    | 4R   | 1R   | 3R   | 1R   | 2R   | 4R   | SF   | 2R   | 3R   | 2R   | LQ   | 18–10    |
| ウィンブルドン | A    | A    | 1R   | A    | A    | A    | A    | A    | 1R   | 2R   | 1R   | A    | 1–4      |
| 全米オープン   | 1R   | 1R   | 1R   | 1R   | 1R   | 3R   | 1R   | 2R   | 1R   | 2R   | 2R   | A    | 5–11     |